# Henrietta Lacks
Henrietta Lacks (Roanoke, Virginia, 1. kolovoza 1920. – Baltimore, Maryland, 4. listopada 1951.), Afroamerikanka čije su stanice liječnici uzeli, a da je nisu pitali dopušta li ona to, niti su je obavijestili da to namjeravaju učiniti, te joj nakon zahvata nisu rekli da su joj uzeli uzorke tkiva. Njezine su stanice pokrenule medicinsku revoluciju i multimilijunsku industriju. Nazvane su HeLa (po početnim slovima njezina imena i prezimena) i bile su prva ljudska linija besmrtnih stanica.

## Život

### Djetinjstvo
Henrietta Lacks rođena je kao Loretta Pleasant. Nitko ne zna kako je postala Henrietta. Bila je deveto dijete. Njezina majka Eliza umrla je rađajući deseto dijete. Njezin otac Johnny nije imao strpljenja podizati djecu pa ih je sve odveo u Clover u Virginiju gdje je njegova obitelj obrađivala duhanska polja na kojima su njihovi preci bili robovi. Rođaci su djecu podijelili među sobom. Henriettu, koja je tada imala četiri godine, primio je njezin djed Tommy koji je već podizao jedno unuče koje mu je ostavila jedna od njegovih kćeri zatrudnjevši s čovjekom (Johnny Coleman) koji je prošao kroz grad – Davida. Davida su proglasili mrtvorođenim, ali ga je primalja koja je porodila njegovu majku okupala u toploj vodi i masirala prsa dok nije udahnuo. Kada je Henrietta stigla u djedovu kuću, David je imao devet godina. Henrietta je išla u školu „za obojene“ do šestog razreda. Radila je na poljima duhana, pomagala u kući, pratila djeda na dražbe duhana u South Boston do kojeg bi putovali cijelu noć na kolima punim listova duhana.

### Rođenje prvo dvoje djece
Nekoliko mjeseci nakon Henriettina 14. rođendana rodio se njezin i Davidov sin – Lawrence. Četiri godine poslije rodila im se kći Lucile Elsie. Oboje su rođeni kao i svoji roditelji – na podu kuće. Elsie je na svijet došla vrlo brzo, David je otišao po primanju, a ona je izletjela i udarila glavom o pod. Nagađalo se da joj je zbog tog udarca mozak ostao kao u djeteta. U medicinskim kartonima njezina je dijagnoza opisana kao epilepsija, neurosifilis ili mentalna retardacija. Henrietta i David vjenčali su se 10. travnja 1941. Nastavili su raditi na poljima duhana, a zatim su se preselili u Baltimor.

### Preseljenje
U Turner Stationu otvorena je čeličana Sparrows Point koja je postala najveća čeličana u svijetu, a grad je postao obećana zemlja za crne obitelji s Juga. Rodila je treće dijete – Davida (Sonnyja) (1947.), četvrto – Deborah (1949.) i peto Josepha (1950. u studenome, samo dva mjeseca prije nego što joj je dijagnosticiran rak)

### Prvi pregled i dijagnoza
Dana 29. siječnja 1951. Henrietta je došla u bolnicu Johns Hopkins, jednu od najboljih bolnica u državi, a koja je izgrađena 1889. kao dobrotvorna bolnica za siromašne i bolesne. Ta je bolnica udaljena 30 km od njihove kuće, ali je David Henriettu dovezao baš tamo jer ni jedna bliža bolnica nije primala "crne" pacijente. Johns Hopkins ih je primao, ali su ih odvajali i smještali u posebne odjele. Na pregledu je liječnik otkrio kvržicu veličine kovanice na vratu maternice, uzeo je mali uzorak i poslao ga u histološki laboratorij. Rezultat nalaza bio je: epidermoidni karcinom cerviksa, stadij I.

### Liječenje
Uslijedilo je liječenje. Tada se invazivni karcinom vrata maternice tretirao radijem. Iako ima i korisnih strana, radij uništava sve stanice s kojima dođe u dodir, u velikim dozama može spaliti kožu, izaziva mutacije koje mogu stvoriti rak, a može uzrokovati i smrt. Brackove pločice (nazvane po liječniku koji ih je izumio, a koji je i sam umro od raka najvjerojatnije zbog stalne izloženosti radiju) – platnene vrećice u kojima se nalazio radij zašivale su se za cerviks. Dežurni kirurg dr. Lawrence Wharton ml. koji je trebao izvesti postupak dok je Henriette bila u anesteziji uzeo je tkivo s njezine maternice: jedan uzorak tumora, a drugi zdravog okolnoga tkiva. Uzorci su dostavljeni u laboratorij dr. Georgea Geya. Tada nije bilo potrebno dopuštenje pacijenta za uzimanje njegovih uzoraka niti ga je trebalo obavijestiti da će se njegove stanice koristiti u istraživanjima.

## Stanice HeLa

### Dr. George Gey i dr. Richard Wesley TeLinde
George Gey bio je voditelj istraživanja staničnih kultura u Hopkinsu. On i njegova supruga (Margaret) proteklih su tri desetljeća pokušali uzgojiti maligne stanice izvan tijela nadajući se da bi mogli otkriti uzročnike raka i lijek. Ali većina je stanica brzo umirala, a one koju su preživjele jedva su rasle. Uzimali su sve stanice do kojih su mogli doći. Dr. Richard Wesley TeLinde, jedan od najvećih stručnjaka za rak cerviksa, radio je u to vrijeme u Hopkinsu. Cervikalni karcinom dijeli se na dva tipa: invazivni (koji je penetrirao površinu vrata maternice) i neinvazivni (službeni naziv carcinoma in situ, koji nije penetrirano površinu vrata maternice). Većina liječnika je 1951. smatra da je invazivan rak smrtonosan, a carcinoma in situ da nije pa ga nisu ni liječili. Dr. TeLinde je iznio teoriju po kojoj je carcinoma in situ samo rani stadij invazivnog raka. Bio je ismijan u znanstvenim krugovima. Da bi dokazao svoju teoriju trebao je pronaći način kako uzgojiti žive uzorke iz normalnoga cervikalnog tkiva i iz oba kancerogena tkiva da bi mogao usporediti sva tri uzorka. Stoga je svakoj pacijentici koja bi došla na pregled uzimao uzorke te se dogovorio s Geyem: stalna dostava tkiva u zamjenu za mogućnost pokušaja uzgoja nekih stanica. Bilo je to vrijeme kada nitko nije znao što je potrebno za uspješan uzgoj stanica. Mnogi su istraživači godina pokušali dobiti dobar medij za uzgoj stanica. Veliki je problem bila i kontaminacija bakterijama, raznim mikroorganizmima s neopranih ruku, daha, sitne čestice prašine koje su ulazile u stanice i razarale ih. Mery Kubicek, Geyeva pomoćnica preuzela je Henriettine uzorke pažljivo ih izrezala u kvadratiće i stavila na ugrušak pileće krvi, dodala medij za uzgoj, začepila i na epruvetu napisala prva dva slova pacijentičina imena i prezimena, kao i bezbroj puta do tad. Epruvetu je stavila u stroj koji je Gey izmislio i izradio. Gey je smatrao da je rotacija ključna – medij baš kao i krv i tjelesne tekućine mora biti u stalnom pokretu – pa je napravio stroj koji se vrlo sporo vrtio 24 sata na dan.

### Rođenje stanica HeLa
Henrietta je otpuštena iz bolnice s napomenom da ako bude problema, neka se javi na drugi tretman radijem. Za to su vrijeme njezine stanice u Geyevu laboratoriju počele rasti i bujati neviđenom brzinom (i to one kancerogene; stanice uzete s okolnoga tkiva su vrlo brzo umrle). Ostvario se Geyev san o uzgoju prve besmrtne ljudske stanice – o liniji stanica iz jednoga izvornog uzorka koje se stalno dijele, obnavljaju i nikada ne umiru.

## Nastavak liječenja i smrt
Paralelno s obznanjivanjem svijetu velike vijesti da su prvi put uzgojene ljudske stanice izvan tijela, Henrietta se nastavila liječiti. Prognoze liječnika bile su optimistične. Henrietta se dobro osjećala. Ipak liječnici su je poslali na rendgentsko zračenje i na još jedan tretman radijem za slučaj da je još gdje ostala koja kancerogena stanica. Od zračenja koža joj je na trbuhu pocrnjela i bila je opečena. Osim toga muž ju je zarazio gonorejom. Početkom lipnja 1951. stanje joj se pogoršalo. Do tada nitko od njezinih bližnjih i poznanika nije znao da ima rak. Početkom rujna cijelo joj je tijelo bilo puno tumora – na ošitu, mjehuru, plućima, blokirali su joj crijeva, bubrezi su joj otkazivali, stalno joj je bilo mučno, trpila je velike bolove. Umrla je u noći u 12:15 sati, 4. listopada 1951. Pokopana je u neoznačenu grobu blizu svoje majke u Cloveru.

## Važnost HeLa stanica
Nedugo poslije njezine smrti počeli su planovi za izradu tvornice stanica HeLa. Razlog je bilo zaustavljanje dječje paralize. Stanicama HeLa za rast je bila potrebna samo staklena površina. Gey je stanice slao po cijelo zemlji i svijetu u svim prijevoznim sredstvima, na sve načine (čak i poštom - nikada prije stanice nisu slane na taj način) i u svim oblicima (smrznute). Brigu oko stanica preuzeo je centar u Tuskegeeju koji je opskrbljivao laboratorije koji su ispitivali cjepivo protiv dječje paralize – koštale su deset dolara + poštarina. Ubrzo su se počele koristiti u istraživanju svih do tada poznatih bolesti. Bile su dragocjene jer su znanstvenicima omogućavale da na njima izvode pokuse koje bi bilo nemoguće izvesti na ljudima. HeLa stanice bile su otporne (moglo ih se odmrzavati, zamrzavati pa opet odmrzavati), jeftine i bilo ih je posvuda pa su bile izlagane raznim virusima: herpesa, ospica, mumpsa, kuge peradi, konjskog encefalitisa, HIV-a da bi se moglo proučavati kako virusi prodiru u stanicu, razmnožavaju se i šire. Na njima su ispitivali posljedice steroida, citostatika, hormona, vitamina, stresa. Zarazili su ih tuberkulozom, salmonelom. Nosili su ih na Daleki istok gdje su zaražene hemoragijskom groznicom koja je ubijala američke vojnike. Pomogle su u razvoju tada još nerazvijenih polja virologije. HeLa su prve stanice koje su znanstvenici klonirali, pomogle su u razvoju oplodnje in vitro, donijele su napredak u novom području – ljudskoj genetici, pomogle su u otkrivanju da ljudske stanice imaju 46 kromosoma, pomoću stanica razvijena je tehnika za bojenje kromosoma višebojnim fluorescentnim bojama koje svijetle pod ultraljubičastim svjetlom (FISH). Stvorile su preduvjete za stvaranje mape ljudskog genoma. U vremenu jačanja hladnog rata izlagane su velikim dozama zračenja da bi se moglo proučavati kako nuklearne bombe razaraju stanice. Stavljali su ih u posebne centrifuge koje su se vrtjele tako brzo da je tlak u njima bio 100. 000 puta veći od onoga u normalnim uvjeti da vide što se događa sa stanicama u ekstremnim uvjetima – ronjenje u velikim dubinama ili let u svemir. NASA je 60-tih godina poslala u svemir nekoliko posudica sa stanicama HeLa u satelitu Discoverer XVIII. Koristile su se kozmetičkim i farmaceutskim tvrtkama (koje su do tada ispitivale na laboratorijskim životinjama) u ispitivanju novih proizvoda da bi se vidjelo izazivaju li stanična oštećenja. Spajale su se sa životinjskim stanicama – znanstvenici su spojili HeLa stanice s mišjim stanicama i stvorili prve ljudsko-životinjske hibridne stanice, poslije su to učinili i s pilećim stanicama.

## Zarada na HeLa stanicama
S otkrićima porasla je potražnja za HeLa stanicama. Samuel Reader (vojni časnik koji se nije razumio u znanost, vlasnik tvrtke Microbiological Associates) i Monroe Vincent (istraživač) pokrenuli su prvi centar za masovnu proizvodnju, prodaju i distribuciju HeLa stanica u Bethesdi, Maryland. Za 50 $ bočice sa stanicama slane su znanstvenicima po cijelom svijetu. Rođena je industrija prodaje humanoga biološkog materijala vrijedna milijarde dolara. Ne postoje zapisi da su dr. Gey i drugi iz bolnice Johns Hopkins primali novac za HeLa stanice. Microbiological Associates je prvi koji je počeo prodaju, ali ne postoji način da se sazna kolika je bila njihova zarada. Isto vrijedi i za mnoga druga poduzeća. Danas Inviroge prodaje HeLa proizvode od 100 pa do 10.000 dolara. U bazi podataka Američkoga patentnog ureda ima više od 17.000 patenata povezanih s HeLa stanicama. Ne postoji način da se izračuna zarada od prodaje HeLa stanica, ali kako je to najpopularnija stanična linija u svijetu, pretpostavlja se da bi ta brojka bila vrlo visoka.

## Tko se krije iza imena HeLa?
Dana 2. studenoga 1953. Minneapolis Star bila je prva tiskovina u kojoj je objavljeno ime žene od koje su potekle stanice HeLa. U članku je pisalo da stanice potječu od "žene iz Baltimora po imenu Henrietta Lakes" (pogrešno napisano prezime). Drugi je članak, u časopisu "Collier's", 14. svibnja 1954. naveo ime Helen L. Od tada pa do 70-ih godina najčešće će biti spominjana kao Helen Lane, Helen Larson. Godine 1971. u čast dr. Geya, koji je umro od raka gušterače 1970., prvi put je točno napisano njezino ime.

## Zašto Henriettine stanice nisu umrle
Više od 30 godina nakon Henriettine smrti istraživanja na HeLa stanicama pomogla su da se otkrije kako je počeo njezin rak i zašto njezine stanice nisu umrle. Otkriveno je da se kancerogene stanice mogu dijeliti bezbroj puta, a rak je posljedica pogreške u mehanizmu stanice. Životni je vijek stanice programiran. „Samo su stanice preobražene virusom ili genskom mutacijom imale potencijal postati besmrtne.“ „Na kraju svakog kromosoma postoji nit DNK koji se naziva telomer i koja se malo skrati svaki put kada se stanica podjeli, kao da se pomiče kazaljka sata. Kako normalne stanice prolaze svoj životni vijek, njihovi se telomeri skraćuju sa svakom diobom sve dok potpuno ne nestanu. Nakon toga stanica se prestane dijeliti i počne umirati.“ Ljudske kancerogene stanice sadrže enzim telomerazu koji ponovno izgrađuje njihove telomere tako da stanice mogu beskonačno regenerirati svoje telomere. Time je objašnjen mehanizam beskonačnosti HeLa stanica: „…telomeraza je stalno iznova navijala sat na kraju Henriettinih kromosoma tako da nikad ne ostare i ne umiru."

## Henriettina obitelj konačno saznaje istinu
Godine 1973. obitelj Henriette Lacks saznaje da su njezine stanice još žive. Svih tih 22 godine nisu znali da su liječnici bez dozvole uzeli njezine stanice niti koju su revoluciju u znanosti izazvale. Cijela je obitelj živjela na rubu siromaštva. Zbog toga što su im otac i majka bili rođaci svi su imali oštećenje sluha. S godinama su oboljevali od raznih bolesti (artritisa, osteoporoze, tjeskobe, depresije, dijabetesa, visokog tlaka), jedva su plaćali bolničke račune, nisu sve vrijeme imali zdravstveno osiguranje ni novce da plate liječenje. Henriettin drugi sin Sonny 2003. ugrađivao je premosnicu – kada se probudio iz anestezije imao je dug od 125.000 dolara jer nije imao zdravstveno osiguranje. Nikada nisu dobili ni novčića od Henriettinih stanica. Njezina kćeri Deborah dodatno se pogoršalo zdravstveno stanje od stalnog stresa u kojem je živjela zbog HeLa stanica i činjenice da dugo nije znala što se dogodilo njezinoj majci (i sestri Elsie), zbog lažnih odvjetnika koji su se nudili da saznaju što je bilo s njezinom majkom i sestrom, novinara, liječnika koji su im vadili krv, a da obitelj nije znala zašto to čine.

### Što se događalo s Henriettinom obitelji nakon njezine smrti
Obitelj Henriette Lacks nakon njezine smrti živjela je vrlo teško. Rođaci Ethel i Galen uselili su se Davidu da mu pomognu oko djece. Ethel zlostavlja troje najmlađe djece – tuče ih, zatvara u podrum. Najmlađi Henriettin sin Joseph koji je cijeli život bio u sukobu sa zakonom (u zatvoru zbog ubojstva, dok je bio u zatvoru počeo je proučavati islam i promijenio je ime u Zakariyya Bari Abdul Rahman), mrzovoljan, naprasit, nasilan, ne podnosi nikakav autoritet poslije je često znao reći da je mama ostala živa, sigurno bi izrastao u boljeg čovjeka. Galen je zlostavljao Deborah. Njihov ih otac David nije zaštitio. Djecu će spasiti Bobette supruga Henriettina prvoga sina Lawrenca koja će ih uzeti k sebi. Deborah je zatrudnjela u 16 godini i udala se za Alfreda Geparda Cartera s kojim je imala dvoje djece i od kojega se rastala jer ju je zlostavljao. Poslije se (1967.) udala za Jamesa Pulluma kojega je ostavila 2004. Deborahin sin Alfred vrlo je rano došao u sukob sa zakonom – tukao se, provaljivao, služio zatvorske kazne, drogirao se, na kraju je osuđen na 30 godina zatvora. Drugo Henriettino dijete Elsie bila je smještena u psihijatrijsku bolnicu Crownsvilleu. Umrla je 1955. kada je imala 15 godina. Te je godine bolnica imala 2700 pacijenata, osam stotina više od maksimalnog kapaciteta. U vrijeme njezina boravka tamo, znanstvenici su provodili razna ispitivanja na pacijentima bez njihova dopuštenja. Pretpostavlja se da se i na njoj, kao na svoj djeci u umobolnici koja su imala dijagnozu epilepsija, provodili pneumoencefatolografiju (snimanje mozga nakon što se probuši lubanja i ispusti likvor). Deborah nije znala da ima sestru koja je u umobolnici i koju je mogla spasiti od užasa u kojem je živjela. Deborah je umrla 2009. Lawrencova i Bobbettina unuka Erika upisala je fakultet Penn State nakon što je prošla prijemni napisavši esej o tome kako je priča prabake Henriette u njoj probudila želju da studira znanost. Na Sveučilištu Maryland završila je psihologiju i postala prva od Henriettinih potomaka s viskom naobrazbom. Henriettini potomci (unuci, praunuci, prapraunuci, njih 22 (do 2009.) žive u Baltimoreu, a dvoje u Kaliforniji.

## Neke zanimljivosti
Jedino što je Deborah ostalo od majke bila je njezina Biblija i uvojak kose. U Bibliji se nalazio i uvojak Elsiene kose. Deborah je to brižno čuvala. Kada je umrla Sonny joj je odrezao pramen kose i spremio ga u majčinu Bibliju.
Dana 11. svibnja 2001. Deborah i Zakariyya u bolnici Hopkins prvi su put vidjeli majčine stanice. Dr. Christoph Lengauer pokazivao im je prostorije gdje se čuvaju stanice (visoke ledenice) te je jednu bočicu s HeLa stanicama dao Deborah da je drži. Također su mogli gledati stanice mikroskopom.
Dana 11. rujna 2001. Deborah je trebala govoriti na konvenciji Nacionalne zaklade za istraživanje raka koja se održavala u Henriettinu čast. Danima je spremala svoj govor kojeg nije održala jer je nekoliko sati prije održavanja konvencije prvi avion udario u Svjetski trgovački centar. Evakuirali su zgrade u blizini – uključujući i zgradu Ronald Regan gdje se trebala održati konvencija.